# Kazimierz Orzechowski (neurolog)

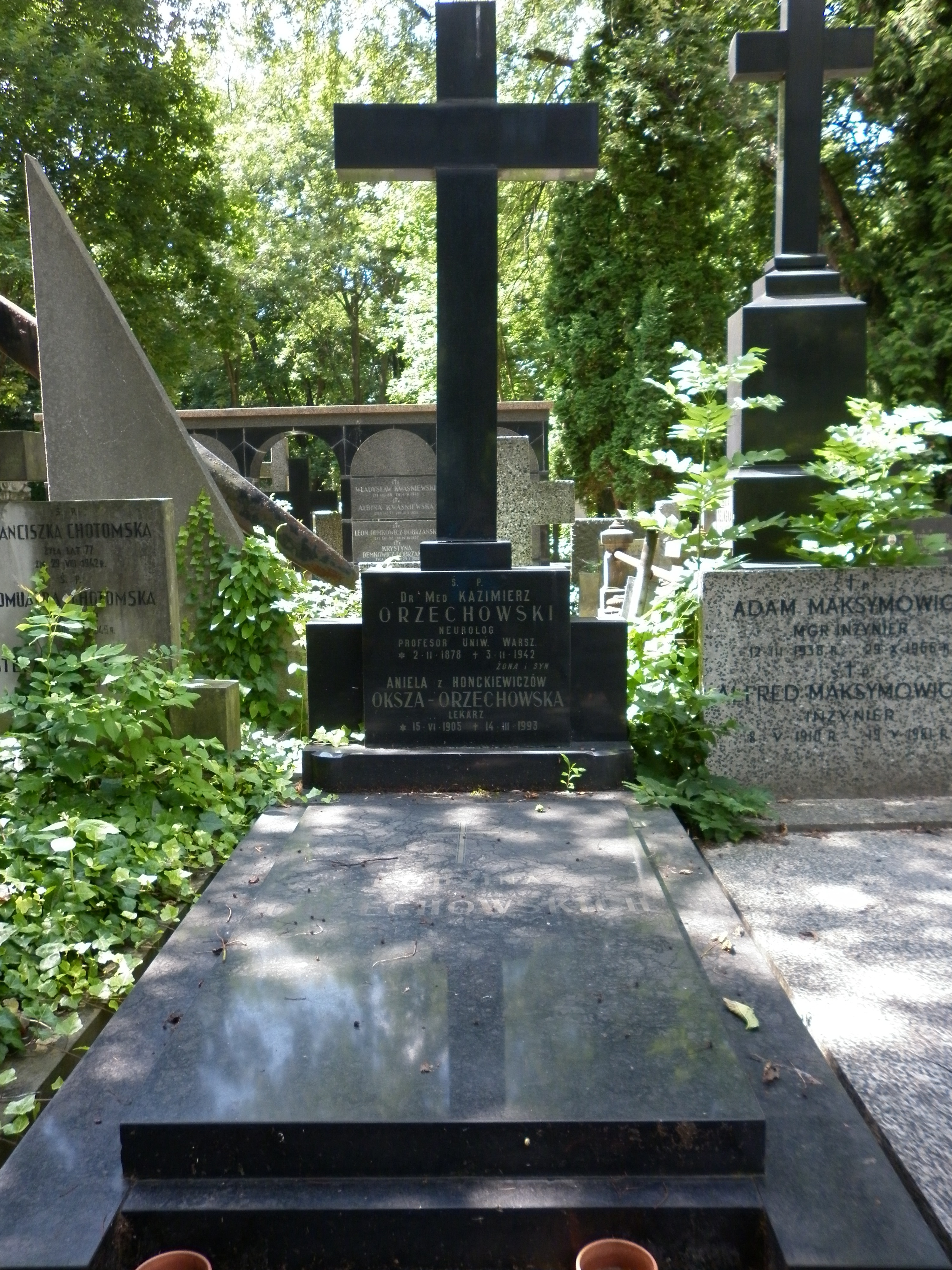
Grób Kazimierza Orzechowskiego na cmentarzu Powązkowskim

Kazimierz Edmund Orzechowski herbu Oksza (ur. 5 lutego 1878 w Przemyślu, zm. 5 lutego 1942 w Warszawie) – polski lekarz neurolog, profesor neurologii Uniwersytetu Lwowskiego i Uniwersytetu Warszawskiego.

## Życiorys
Urodził się w Przemyślu 2 lutego 1878 roku, jako syn Zygmunta Orzechowskiego, oficera c.k. armii i Heleny z domu Ptaszek. Uczęszczał do gimnazjum w rodzinnym mieście, które ukończył w 1896 roku. Następnie studiował medycynę we Lwowie w latach 1896–1901. Podczas studiów pracował w pracowni higieny u Stanisława Bądzyńskiego. Od 1902 do 1909 w Wiedniu, gdzie praktykował jako lekarz domowy, w klinice Kraffta-Ebinga, a także w Instytucie Neurologicznym Uniwersytetu Wiedeńskiego (od 1902 do lutego 1909), w klinice von Noordena i klinice psychiatrycznej Wagnera-Jauregga. Po powrocie z zagranicy objął funkcję prymariusza oddziału chorób nerwowych i umysłowych w Szpitalu Powszechnym. Habilitował się we Lwowie w lutym 1910 roku. Był profesorem zwyczajnym (od 1920) na Uniwersytecie Lwowskim i Uniwersytecie Warszawskim. Członek Wydziału lekarskiego Polskiej Akademii Umiejętności (od 11 czerwca 1930 roku) i Towarzystwa Naukowego Warszawskiego, prezes i założyciel Polskiego Towarzystwa Popierania Badań Mózgu w Warszawie. Między 1910 a 1920 organizował pracownie badań anatomiczno-histologicznych ośrodkowego układu nerwowego we Lwowie i w Warszawie. Po śmierci Edwarda Flataua objął w 1934 roku kierownictwo Zakładu Neurobiologii Instytutu Biologii Doświadczalnej im. Marcelego Nenckiego w Warszawie. Stanowisko to zajmował aż do śmierci w 1942 roku. Był członkiem wielu towarzystw naukowych polskich i zagranicznych: Towarzystwa Lekarskiego Lwowskiego, Towarzystwa Neurologicznego i Psychiatrycznego w Paryżu, Towarzystwa Neurologicznego i Psychiatrycznego w Wiedniu, Towarzystwa Neurologicznego Estońskiego w Tartu, Towarzystwa Neurologów Niemieckich. Z jego szkoły wyszli Łucja Frey-Gottesman, Jerzy Jarzymski, Zygmunt Kuligowski, Stanisław Mackiewicz, Henryk Lastman, Aleksander Ślączka, Jerzy Choróbski, Adam Opalski, Władysław Jakimowicz, Włodzimierz Godłowski, Rudolf Arend, Jakub Mieczysław Cunge i Aniela Gelbard (Zofia Majewska).
Zmarł nagle na zawał serca w mieszkaniu przy Alei Róż w Warszawie, 3 lutego 1942 roku. Pochowany jest w Warszawie na cmentarzu Powązkowskim (kwatera 229, rząd 3, miejsce 12).
Żonaty dwukrotnie, z pierwszego małżeństwa z Zofią Boziewicz miał czworo dzieci: Adama, Annę, Jerzego i Barbarę. Z drugiego małżeństwa z Anielą Honckiewicz urodził się syn Kazimierz, późniejszy lekarz anestezjolog.

## Odznaczenia
- Krzyż Komandorski Orderu Odrodzenia Polski (1938)[2]

## Dorobek naukowy
W 1909 roku opisał jako pierwszy objaw poraźny w miotonii (krótkotrwały niedowład mięśnia po skurczu miotonicznym). Orzechowski i Witold Nowicki na osiem lat przed van der Hoevem zauważyli podobieństwo stwardnienia guzowatego do nerwiakowłókniakowatości, chorób obecnie łączonych w grupę fakomatoz. W 1925 roku razem z wieloletnią asystentką Łucją Frey-Gottesman opublikował pracę na temat zmian neuroanatomicznych w przebiegu stwardnienia zanikowego bocznego. W 1913 roku wprowadził do medycyny termin opsoklonii.
Kazimierz Orzechowski po śmierci Józefa Piłsudskiego stanął na czele komitetu badania mózgu Marszałka. Komisja powierzyła mózgowie Maksymilianowi Rosemu, który miał przeprowadzić badania cytoarchitektoniczne mózgu, podczas gdy badania anatomopatologiczne zlecono profesorowi Orzechowskiemu.

## Wybrane prace
- Histerya z pozorami tężyczki. Przegląd Lekarski 42, s. 743–746, 1903
- Rückenmarksbefunde bei Amputationsfällen der oberen Extremität. Arbeiten aus dem Neurologischen Institut der Universität Wien 13, s. 97–140, 1906
- Ueber Kernteilungen in den Vorderhorn zellen des Menschen. Arbeiten aus dem Neurologischen Institut der Universität Wien 13, s. 324–391, 1906
- O tężyczce z objawami myotonicznymi. Lwowski Tygodnik Lekarski 3 (43, 44, 45, 46), ss. 543-545; 555-559; 572-577; 584-588, 1908
- Ein Fall von Missbildung des Lateralrecesses; ein Beitrag zur Onkologie des Kleinhirnbrückenwinkels. Arbeiten aus dem Neurologischen Institut der Universität Wien 14, s. 406–512, 1908
- Die Tetanie mit myotonischen Symptomen. Jahrbücher für Psychiatrie und Neurologie 29, s. 283–328, 1909
- Ein Fall von Kopftetanus mit reflektorischer Pupillenstarre. „Deutsche Zeitschrift für Nervenheilkunde”. 37 (1–2), s. 1–6, 1909. DOI: 10.1007/BF01671714.
- Stwardnienie guzowate i choroba Recklinghausena jako jednostka chorobowa pod względem anatomicznym. Neurologia Polska (1912)
- Orzechowski K, Walichiewicz T. Przypadek operowanej torbieli śródpajęczej móżdżka. Lwowski tygodnik lekarski 8 (13), s. 219–227, 1913
- Badania nad patogenezą chorób myotonicznych, Lwów 1916, s. 92–147.
- O składniku poraźnym zaburzenia myotonicznego. W: Rozprawy Akademii Nauk Lekarskich T.I. Warszawa, 1922
- Próba syntezy niektórych zaburzeń pozapiramidowych. Neurologia Polska, 1922
- O unerwieniu pozapiramidowem. Polska Gazeta Lekarska 1 (22), s. 441–447, 1922
- De la forme parkinsonienne des tumeurs de la région infundibulo-hypophysaire (considérations sur la symptomatologie des tumeurs du III. ventricule). Revue Neurologique 32: pt 2, 1-17, s. 1925
- L’encéphalotome de Krzemicki. Revue Neurologique 35, s. 603, 1928
- Action antinévralgique des medicaments, agissant sur le systéme nerveaux de la vie végétative. Comptes rendus des seances de la Société de biologie, 1924
- Cieniom J. M. Charcota. Polska Gazeta Lekarska 4 (22), s. 507–509, 1925
- De l’ataxie dysmetrique des yeux; remarques sur l’ataxie des yeux dite myoclonique (opsoclonie, opsochorie). Journal für Psychologie und Neurologie 35, s. 1–18, 1927
- Gruźlica a narząd nerwowy. W: Gruźlica i jej zwalczanie. Warszawa, 1927 s. 443–464
- Lecznictwo neurologiczne w zdrojowiskach polskich. Lekarz Wojskowy 12, s. 267, 1928
- O zastoju komorowym w zapaleniu nagminnem opon mózgowo-rdzeniowych i jego leczeniu odmą. W: Księga Jubileuszowa Edwarda Flataua, Warszawa 1929 s. 625–648
- Schorzenia układu nerwowego w kile wrodzonej: cykl wykładów dla lekarzy, zorganizowany przez Polskie Towarzystwo Eugeniczne i Oddział Warszawski Polskiego Tow. Dermatologicznego, Warszawa 1930
- Rozpoznawanie i leczenie rwy kulszowej, Kraków 1930.
- Orzechowski, Kuligowski. Ein Fall von Neuroblastoma verum des Stirnlappens. Zeitschrift für die gesamte Neurologie und Psychiatrie 147, s. 696–712, 1933
- O t.zw. nystagmie powiek górnych. Neurologia Polska 16, 1933
- Kontrakturzustände der Oberlider bei Herderkrankungen des Zentralnervensystems. Jahrbücher für Psychiatrie und Neurologie 51, s. 152–168, 1934
- Le rôle du système nerveux végétatif dans la pathogénie de l’épilepsie. La presse médicale 43, s. 1454, 1935
- Relationship of the autonomic nervous system to pathogenesis of epilepsy. Archives of Neurology and Psychiatry 38, s. 16–26, 1937